# NGC 1149
NGC 1149 ist eine Linsenförmige Galaxie vom Hubble-Typ S0 mit aktivem Galaxienkern im Sternbild Walfisch am Südsternhimmel. Sie ist schätzungsweise 389 Millionen Lichtjahre von der Milchstraße entfernt.und hat einen Durchmesser von etwa 245.000 Lichtjahren. Vom Sonnensystem aus entfernt sich das Objekt mit einer errechneten Radialgeschwindigkeit von näherungsweise 8.700 Kilometern pro Sekunde.
Im selben Himmelsareal befinden sich unter anderem die Galaxien PGC 11154, PGC 11155, PGC 1144715, PGC 1150588.
Das Objekt wurde am 2. Dezember 1880 vom französischen Astronomen Edouard Stephan entdeckt.